# Kameto Kuroshima
Kameto Kuroshima 黒島 亀人 Kuroshima Kameto (Yoshiura, 10 ottobre 1893 – Matsuyama, 20 ottobre 1965) è stato un ammiraglio giapponese, considerato dall'ammiraglio Isoroku Yamamoto un brillante stratega navale.
Fu uno dei pianificatori dell'attacco di Pearl Harbor e  della battaglia delle Midway. Dopo la morte di Yamamoto assunse la direzione delle Operazioni (N2) presso lo Stato maggiore della Marina imperiale, e fu uno dei pianificatori delle operazioni Kamikaze.

## Biografia
Nacque a Yoshiura, distretto di Aki, Prefettura di Hiroshima  il 10 ottobre 1893, figlio di uno scalpellino. Quando egli aveva tre anni, suo padre andò a lavorare a Vladivostok e lì morì improvvisamente. Il bambino  fu quindi cresciuto dalla zia Mitsu. Si arruolò nella Dai-Nippon Teikoku Kaigun entrando nella Accademia navale imperiale di Etajima il 3 settembre 1913, da cui uscì il 22 settembre 1916. Si imbarcò sull'incrociatore corazzato Tokiwa per un viaggio costiero, ritornando il 3 marzo 1917. si imbarcò successivamente sulla nave da battaglia Yamashiro, nel mese di dicembre, fu nominato guardiamarina. Il 9 novembre 1918,  si imbarcò sull'incrociatore corazzato Yakumo. Il 1° dicembre 1919 fu promosso tenente e nominato studente regolare alla Scuola siluristi. Il 31 maggio 1920 divenne studente alla Scuola di Artiglieria Navale.
Il 1° dicembre 1921 divenne capo squadra sull'incrociatore da battaglia Kongo. Nel dicembre 1922 fu promosso capitano e nominato studente senior alla Scuola di Artiglieria Navale. Il 1° dicembre 1923 si diplomò e si imbarcò sul cacciatorpediniere Namikaze. Nel luglio 1925 sposò Mori Matsuno, la figlia maggiore del proprietario della locanda Taishoka a Saijo-cho, nella città di Hiroshima. Il 1 dicembre 1926 entrò alla Scuola di Guerra Navale, diplomandosi nel dicembre 1928. Nel novembre dell'anno successivo si imbarcò sulla nave da battaglia Mutsu. 1° dicembre 1930 divenne comandante di plotone del Corpo dei Marines di Sasebo, e il 2 novembre 1931 ufficiale di artiglieria dell'incrociatore pesante Haguro. Riuscì a migliorare la cadenza di tiro dei cannoni principali degli incrociatori pesanti di classe Myoko, e il 15 novembre 1932 divenne ufficiale di artiglieria dell'incrociatore pesante Atago.
Il 15 novembre 1933 divenne membro della Prima Divisione dell'Ufficio Affari Militari del Ministero della Marina e membro del Consiglio Tecnico della Marina. Il 15 novembre 1934 fu promosso tenente colonnello. Il 10 marzo 1937, prestò servizio come capo di stato maggiore della 4ª Squadra a bordo dell'incrociatore pesante Ashigara. A maggio, partecipò alla rivista navale in onore dell'incoronazione di re Giorgio VI. Sulla via del ritorno, dal 25 al 31 maggio, l'incrociatore gettò l'ancora alla base navale di Kiel in Germania, ed egli visitò la Cancelleria del Reich e ricevette la Croce di servizio di prima classe dell'Ordine dell'Aquila tedesca. Il 15 luglio, entrò nello Stato maggiore della Marina imperiale, e il 20 novembre, divenne capo di stato maggiore della 2ª Flotta.
Il 15 novembre 1938 fu promosso colonnello, e il 20 dicembre divenne istruttore presso la Scuola di Guerra Navale. Il 20 ottobre 1939 fu nominato Capo (senior) Ufficiale di Stato Maggiore della Flotta Combinata e della 1ª Flotta (si dimise l'11 agosto 1941).
Nel gennaio 1941 fu richiamato allo stato maggiore delle operazioni strategiche della Marina dall'ammiraglio Isoroku Yamamoto per lavorare con Minoru Genda e Takijirō Ōnishi nello sviluppo e nel perfezionamento di un piano per l'attacco di Pearl Harbor. Per elaborare il piano generale, si rintanò nudo nella sua stanza sulla nave ammiraglia Nagato, rifiutandosi di mangiare o di lavarsi, e invece si immerse nel compito fumando sigarette. 
Una volta delineato il piano, Yamamoto richiese l'approvazione del Direttore delle operazioni navali della Marina imperiale Sadatoshi Tomioka, un ufficiale antagonista e subordinato al capo di stato maggiore Osami Nagano.  Fu lui l'emissario di fiducia incaricato da Yamamoto di convincere Tomioka e garantire tale approvazione, arrivando a minacciare le dimissioni di tutto lo stato maggiore della Flotta Combinata se il piano non fosse stato approvato. 
Egli era molto stimato da Yamamoto per essere un ufficiale eccentrico che osava contraddire le sue proposte, proporre idee non convenzionali e trovare soluzioni atipiche ai problemi di strategia navale.
Nel 1942 fu uno degli ideatori dell'attacco all'atollo di Midway. Quando l'esito negativo della battaglia apparve evidente, egli e altri ufficiali della Flotta Combinata andarono in panico, e fu Matome Ugaki a risolvere la situazione. In particolare si rifiutò di far affondare con i siluri la danneggiata portaerei Akagi dai cacciatorpediniere di scorta al fine di evitarne la possibile cattura da parte del nemico, e fu personalmente Yamamoto a dare l'ordine. 
Nel novembre 1942, durante la terza battaglia delle Isole Salomone, Ugaki espresse la preoccupazione che la flotta americana avrebbe incontrato la "flotta delle forze speciali giapponesi" diretta a bombardare l'aeroporto sull'isola di Guadalcanal. Kuroshima insistette sul fatto che "la flotta americana si sarebbe ritirata come al solito di notte" e lanciò l'operazione. Di conseguenza, si prospettava una battaglia notturna con la flotta americana e l'incrociatore da battaglia Hiei che subì un guasto al timone. Temendo che la Hiei venisse catturata dal nemico, il viceammiraglio Hiroaki Abe chiese a Yamamoto il permesso di autoaffondarla. Ugaki era d'accordo con Yamamoto sul fatto che la Hiei dovesse essere affondata, ma egli sostenne che "finché l'Hiei è a galla, ha il potenziale per assorbire gli attacchi al convoglio", e alla fine Yamamoto ordinò che l'affondamento fosse posticipato.
All'inizio di aprile del 1943, Yamamoto andò a Rabaul per l'Operazione I-Go e chiese a Jisaburō Ozawa, comandante della 3ª Flotta, di raccomandare qualcuno per sostituire Kuroshima, e fu Toshio Miyazaki a essere raccomandato come suo successore. Yamamoto era esitante, ma Ozawa raccomandò ripetutamente Miyazaki come qualcuno che avrebbe potuto escogitare una tattica unica, e Yamamoto acconsentì. Mentre le operazioni continuavano a fallire, Kuroshima perse la fiducia di Yamamoto. Ad aprile, l'aereo di Yamamoto fu abbattuto e lui morì (Operazione Vengeance), mentre egli, a causa di un attacco di diarrea e non aveva potuto viaggiare con lui.  Ozawa era preoccupato per i piani di ispezione di Yamamoto e disse a Kuroshima di aumentare il numero di caccia Mitsubishi A6M Zero di scorta, ma alla fine ne furono schierati solo sei. Poiché Yamamoto fu ucciso in azione, Toshio Miyazaki, che avrebbe dovuto sostituirlo come ufficiale di stato maggiore senior, non ricevette mai la nomina.
Il 19 luglio del 1943 fu nominato Capo delle Operazioni (N2) dello Stato maggiore della Marina imperiale e il 6 agosto propose di lanciare aerei carichi di bombe contro le navi americane, gettando le basi per la dottrina Kamikaze. Fu anche propugnatore della costruzione dei motoscafi per attacchi suicidi Classe Shinyo. Approvò anche lo sviluppo dei siluri speciali Kaiten, dei sommergibili tascabili Classe Ko-hyoteki, del velivolo per attacchi speciali Yokosuka MXY7 e delle mine umane Fukuryu.
Nel 1944 propose l'uso di carri armati anfibi Type 4 Ka-Tsu montati su sottomarini per sbarcare e superare la rete antisommergibile, quindi immergersi di nuovo per attaccare la flotta americana all'ancoraggio (Operazione Tatsumaki), ma questo piano non fu mai realizzato. Pianificò anche l'Operazione Arashi, un attacco alle chiuse occidentali del Canale di Panama utilizzando i grandi sottomarini da trasporto aerei classe I-400, che avrebbero trasportato aerei armati di bombe. Il 27 maggio 1945 entrò in servizio come ufficiale e membro dello Stato Maggiore della Marina, e il 20 novembre si arruolò nelle forze di riserva.

### Nel dopoguerra
Dopo la fine della guerra si sbarazzò senza permesso di parte del diario Sensoroku di Ugaki. Il Sensoroku era stato  scritto quasi quotidianamente da Ugaki dal 1941 al 1945 ed è una risorsa preziosa per comprendere i pensieri del personale della Flotta Combinata durante a Guerra del Pacifico (1941-1945) e la storia interna delle loro operazioni. Tuttavia, il diario dal novembre 1942 al febbraio 1943 è mancante. Egli affermò di aver ricevuto il diario dai familiari sopravvissuti che volevano prenderlo in prestito per comparire come testimoni al Tribunale Militare Internazionale per l'Estremo Oriente e di aver lasciato la parte rilevante sul treno, ma di non presentarsi al processo. Prese anche in prestito importanti documenti dal Dipartimento di Ordinanza Navale e li perse. Ricevette anche una raccolta di ordini telegrafici della Flotta Combinata da Hidemaru Ichikizaki, ufficiale dello staff delle comunicazioni della Flotta Combinata, e li bruciò.
Dopo la guerra, gli fu vietato di ricoprire cariche pubbliche, e divenne amministratore delegato della Shirakaba Shoji, una società che commerciava in microscopi. Quando  sentì parlare della difficile vita della vedova di Yamamoto, Reiko, per aiutarla le offrì la posizione di vicepresidente. In seguito, visse nella vasta ex residenza del marchese Nabeshima a Kojimachi, dove si dedicò allo studio della filosofia e della religione.  
Malato di un cancro ai polmoni, rifiutò di essere operato e si spense il 17 gennaio 1965.

### Annotazioni
1. ↑  Ugaki non godeva delle simpatie di Yamamoto, e pur facendo parte del suo stato maggiore veniva sistematicamente ignorato.

### Fonti
1. 1 2 3 4 5 6 7  Ameblo.
2. 1 2 3 4  Kotobank.
3. 1 2 3 4 5 6 7 8 9 10  Onlyu.
4. 1 2 3  The Pacific War Online Encyclopedia.
5. ↑  Combined Fleet.